# روان غيليسبي
روان غيليسبي (بالإنجليزية: Rowan Gillespie)‏ هو نحات أيرلندي، ولد في 1953 في بلاكروك ‏ في جمهورية أيرلندا.

## وصلات خارجية
- روان غيليسبي على موقع الموسوعة البريطانية (الإنجليزية)